# I Wanna Be Loved by You
I Wanna Be Loved by You  è una canzone pop e novelty composta da Herbert Stothart e Harry Ruby, con il testo di Bert Kalmar, composta per il musical del 1928 Good Boy.
Fu scelta come una delle Canzoni del secolo in un sondaggio della RIAA, ed è principalmente conosciuta nell'interpretazione di Marilyn Monroe per il film di Billy Wilder A qualcuno piace caldo.
Steven Blier dichiarò che la canzone era stata lanciata nel 1928 da Helen Kane, che divenne famosa come la "ragazza Boop-Boop-a-Doop", per via dello scat nel brano, che imitava una specie di balbuzie infantile. Due anni dopo, il personaggio dei cartoni animati Betty Boop fu modellata su di lei.
La canzone in seguito è stata anche interpretata da Frank Sinatra, Rhonda Towns, Rose Murphy, Tina Louise, Verka Serduchka, Patricia Kaas, e Sinead O'Connor.